# Estrecho de Torres
El estrecho de Torres es un estrecho marino que separa Australia, al sur, de la isla de Nueva Guinea, al norte. Tiene una anchura aproximada de unos 150 km. Al sur se encuentra el cabo York, el punto más al norte de la península del Cabo York, en el estado australiano de Queensland y al norte la Provincia Occidental de Papúa Nueva Guinea. El estrecho lleva el nombre del marino español Luis Váez de Torres que lo descubrió en 1606.
El estrecho une el mar del Coral (al este) con el mar de Arafura (al oeste). Es muy poco profundo, y el laberinto de arrecifes e islas lo hace muy difícil de navegar. En el estrecho se encuentran las islas del Estrecho de Torres, habitadas por los isleños del estrecho de Torres, un pueblo melanesio relacionado con los papúes. Las principales islas son la Isla Príncipe de Gales (204.6 km²), Moa (171,7 km²), Saibai (107,9 km²), Badu (97,8 km²), Boigu (72,2 km²) y Horn (53,8 km²).

## Prehistoria
Las islas del Estrecho de Torres están habitadas por el hombre desde hace al menos 2500 años, y posiblemente desde hace mucho más. Las distintas comunidades de isleños del Estrecho de Torres tienen una cultura única y una larga historia con las islas y las costas cercanas. Su comercio marítimo y sus interacciones con los papúes del norte y las comunidades aborígenes australianas han mantenido una difusión cultural constante entre los tres grupos sociales, que se remonta a miles de años. 

## Historia

### Precolonización
Las islas del Estrecho de Torres han estado habitadas por humanos desde hace al menos 2500 años y posiblemente mucho más. Las diversas comunidades isleñas del Estrecho de Torres tienen una cultura única y una larga historia con las islas y las costas cercanas. Su comercio marítimo y sus interacciones con los papúes del norte y las comunidades aborígenes australianas han mantenido una difusión cultural constante entre los tres grupos sociales, que se remonta a miles de años.
El primer europeo en atravesar el estrecho fue el marino español Luis Váez de Torres, que iba al mando de uno de los barcos de la expedición de Pedro Fernández de Quirós que había partido del Perú en 1605 en busca de la mítica Terra Australis Incognita, un continente que esperaban encontrar en el sur del océano Pacífico. Tras el regreso a México del barco de Quirós, Torres continuó al mando y puso rumbo hacia Manila, pasando por las islas Molucas. Navegó a lo largo de la costa sur de Nueva Guinea, y probablemente llegó a ver la península del Cabo York, el extremo norte de Australia.
La localización del estrecho de Torres constituyó un secreto militar del Imperio español, y aunque alguna noticia circuló fuera de España por los memoriales de Quirós, fue solo realmente conocido por otro país cuando los británicos tomaron Manila en 1762 durante la guerra de los Siete Años. En ese momento los ingleses pudieron revisar los mapas de navegación españoles entre el enorme botín de guerra de la ciudad, en los que sí figuraba el estrecho.
Franz Boas realizó un arduo trabajo etnográfico en este estrecho.

### Época de la colonización europea
La primera navegación europea registrada en el estrecho fue realizada por Luis Váez de Torres, piloto segundo de la expedición del Imperio Español liderada por el navegante Pedro Fernández de Quirós que zarpó de Perú hacia el Pacífico Sur en 1605. Después de que el barco de Queirós regresara a México, Torres reanudó el viaje previsto hacia Manila a través de las islas Maluku. Navegó a lo largo de la costa sur de Nueva Guinea y descubrió el estrecho que aún lleva su nombre. Este descubrimiento, registrado en los mapas españoles del Pacífico, haría posible más tarde la expedición de James Cook a Australia. No se tiene constancia de que Torres y su tripulación avistaran la tierra firme australiana visitada apenas cuatro meses antes por Willem Janszoon navegando en el buque Duyfken-2 sin que, a la inversa, tuvieran conocimiento del estrecho hoy conocido como Estrecho de Torres. No existen registros concretos de que Torres avistara la costa de una gran masa de tierra al sur, y los primeros mapas españoles muestran correctamente la costa de Nueva Guinea pero omiten Australia.
En 1769 el geógrafo escocés Alexander Dalrymple, mientras traducía unos documentos españoles capturados en Filipinas en 1762, había encontrado el testimonio de Luís Vaz de Torres que probaba un paso al sur de Nueva Guinea ahora conocido como Estrecho de Torres. Este descubrimiento llevó a Dalrymple a publicar en 1770-1771 la Colección histórica de los diversos viajes y descubrimientos en el océano Pacífico Sur, que despertó un amplio interés por su afirmación de la existencia de un continente desconocido. Fue Dalrymple quien bautizó el estrecho con el nombre de Torres. Dalrymple se sintió amargamente decepcionado por el hecho de que fuera James Cook y no él quien fuera nombrado comandante de la expedición que finalmente condujo en 1770 al encuentro británico y a la cartografía de la costa oriental de Australia.
En 1770, el teniente James Cook dobló el cabo York, viró hacia el suroeste y desembarcó en la isla Possession. Desde lo alto de una colina, señaló al barco que veía un paso navegable a través del peligroso Estrecho. Más tarde, en Batavia, donde se enteró de que los franceses le habían precedido a través del Pacífico, Cook reescribió este ejercicio de señalización como una ceremonia de posesión, diciendo que había reclamado la costa este de Australia para la Corona británica.
En 1823, el capitán John Lihou, capitán del mercante de 550 toneladas Zenobia|1815-2 de Calcuta, se dirigía de Manila a Sudamérica y eligió una ruta a través del Estrecho de Torres. Notablemente, ésta sería la primera vez que un barco atravesaba el Estrecho de Torres de oeste a este. Según la Sydney Gazette de abril de 1823: «Este ensayo de habilidad náutica se llevó a cabo tras la pérdida de cuatro anclas y el timón». También fue la primera ocasión en que un barco navegó por el Mar del Coral desde el estrecho de Torres, hacia el sureste, hasta el sur de Nueva Caledonia. El 27 de febrero, Lihou véase el banco de Sir James Saumarez (hoy Arrecifes Saumarez) y bautiza el sistema de arrecifes con el nombre del vicealmirante James Saumarez. En este mismo viaje, Lihou descubrió la Arrecife y cayos de Lihou y Puerto Lihou (originalmente llamado Puerto Yarborough, en la costa sur de la Isla Príncipe de Gales)..
La Sociedad Misionera de Londres llegó a Erub (isla de Darnley) en 1871. Aunque algunas de las islas del Estrecho de Torres se encuentran frente a la costa de Nueva Guinea, fueron anexionadas en 1879 por la colonia de Queensland, entonces británica. Hubo una importante industria de pearling desde la década de 1860 hasta 1970 aproximadamente, cuando se hundió ante la competencia de la industria del plástico. El marisqueo de perlas fue responsable de la llegada de buceadores experimentados de muchos países, en particular Japón.
En 1978, un acuerdo entre Australia y Papúa Nueva Guinea determinó el frontera marítima en el Estrecho de Torres..
En la década de 1980, los habitantes de las islas del Estrecho de Torres querían crear un nombre para las islas que estuviera relacionado con su cultura. Inicialmente se sugirió el nombre «Magani Malu Kes» para la región, pero más tarde se adoptó el acrónimo «Zenadh Kes», para referirse al Estrecho de Torres. El acrónimo «ZENADTH KES» se derivó primero de 'Zey' (sur), 'Naygay' (norte), 'Dagam' (lugar/lado), 'Thawathaw' (costa) y KES (paso/canal/vía navegable).  Sin embargo, esto se ha modificado y ahora se escribe Zenadh Kes. 
Debido a su proximidad al territorio continental de Papúa Nueva Guinea, las islas septentrionales del Estrecho de Torres experimentan llegadas ocasionales de solicitantes de asilo procedentes del otro lado del Estrecho. En 2012 y 2013 se detectaron un total de diez solicitantes de asilo procedentes de Papúa Nueva Guinea.

## Geografía
El estrecho une el Mar del Coral al este con el Mar de Arafura y el Golfo de Carpentaria al oeste. Aunque es una importante vía marítima internacional, es muy poco profundo (la profundidad del agua oscila entre 7 y 15 metros (23 y 49 pies), y el laberinto de arrecifes e islas puede hacer que la navegación sea peligrosa. En el sur, el estrecho del Endeavour se encuentra entre la isla del Príncipe de Gales (Muralug) y el continente. La navegación entra en el Estrecho de Torres por el Canal Adolphus, que se une a la laguna de la Gran Barrera de Coral al sureste. En los estrechos canales entre las islas y los arrecifes se producen fuertes corrientes de marea, y grandes dunas de arena submarinas recorren el fondo marino. Unos 580 arrecifes de coral, entre los que se encuentran los arrecifes Warrior y los arrecifes Eastern Patch, cubren una superficie total de 2400 km² en la región, y la zona también cuenta con algunas de las praderas marinas más extensas del mundo.

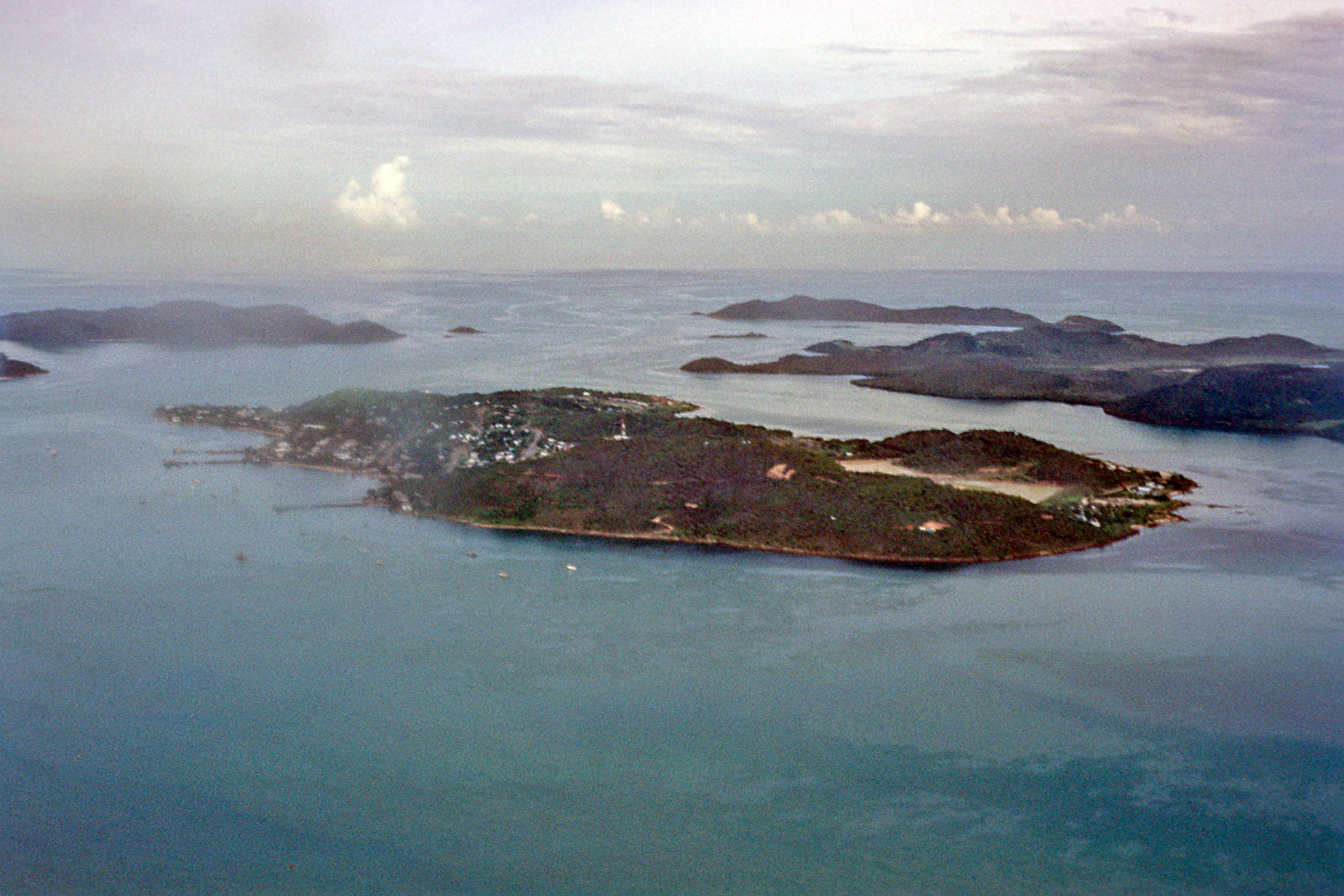
Fotografía desde el aire de las Islas del Estrecho de Torres.

En el Estrecho hay varios grupos de islas, denominados colectivamente Islas del Estrecho de Torres. Hay al menos 274 de estas islas, de las cuales 17 tienen asentamientos permanentes en la actualidad. Estas islas presentan una gran variedad de topografías, ecosistemas e historia de formación. Varias de las más cercanas a la costa de Nueva Guinea son de baja altitud, formadas por depósitos sedimentarios aluviales arrastrados por la desembocadura de los ríos locales en el mar. Muchas de las islas occidentales son montañosas y escarpadas, formadas principalmente por granito, y son picos de la extensión más septentrional de la Gran Cordillera Divisoria. Se convirtieron en islas al subir el nivel del mar al final de la última glaciación. Las islas centrales son predominantemente cayos de coral, y las del este son de origen volcánico.
En la región del Estrecho de Torres existen varios marcos políticos e institucionales importantes que apoyan el uso y la gestión sostenibles de los recursos marinos, al tiempo que protegen los hábitats, la biodiversidad y el modo de vida tradicional de los isleños. El más importante es el Tratado del Estrecho de Torres, suscrito por Australia y Papúa Nueva Guinea en febrero de 1985. El Tratado define la soberanía y los límites marítimos de la zona entre ambos países. Orienta a los responsables de proteger el modo de vida y los medios de subsistencia de los habitantes tradicionales, de gestionar la protección de los hábitats y de compartir los recursos pesqueros comerciales y tradicionales. El Tratado estableció una Zona Protegida del Estrecho de Torres dentro de la cual ambas naciones gestionan el acceso a los recursos pesqueros. Cada país ejerce su jurisdicción soberana sobre los recursos situados a ambos lados de las líneas jurisdiccionales acordadas.
Entre los problemas medioambientales a los que se enfrenta la región figuran el riesgo de los residuos mineros del río Fly, en el sur de Papúa Nueva Guinea, los efectos adversos del cambio climático global y la gestión sostenible de los recursos naturales.